# Árni Páll Árnason
Arni Páll Árnason (né le 23 mai 1966 à Reykjavik) est une personnalité politique islandaise, leader de l'Alliance et ancien ministre.